# Église Saint-Sulpice-Saint-Pierre de Limetz-Villez
L'église Saint-Sulpice-Saint-Pierre est une église catholique paroissiale située à Limetz-Villez, dans le département des Yvelines, en France.

## Histoire
Elle était appelée primitivement église Saint-Pierre. Sa construction remonte au XIIe siècle.
Elle a été remaniée aux XVe siècle et XVIe siècle.

## Description
Dans le clocher se trouve une cloche dédicacée du XVIe siècle.

## Mobilier
On y trouve plusieurs tableaux inscrits à l'inventaire des monuments historiques, dont le retable « l'Adoration des Rois Mages » datant de 1701 et une « Pietà » de Gabriel Girodon.
S'y trouve aussi une statue de saint Roch datant du XVIIe siècle.